# Knooppunt Fredericia
Knooppunt Fredericia (Deens: Motorvejskryds Fredericia) is een knooppunt in Denemarken tussen de Østjyske Motorvej richting Aarhus en Odense en de Taulovmotorvejen richting Kolding. Het knooppunt is genoemd naar de stad Fredericia, waar het knooppunt ligt.
Het knooppunt is uitgevoerd als een splitsing. Alleen vanaf Odense zijn alle richtingen te bereiken.
| Aansluitende wegen                | Aansluitende wegen | Aansluitende wegen | Aansluitende wegen | Aansluitende wegen |
| --------------------------------- | ------------------ | ------------------ | ------------------ | ------------------ |
| Østjyske Motorvej richting Aarhus |                    |                    |                    |                    |
|                                   |                    |                    |                    |                    |
| richting Kolding                  | richting Odense    |                    |                    |                    |
|                                   |                    |                    |                    |                    |
|                                   |                    |                    |                    |                    |

Aalborg Centrum · Aalborg Nord · Aalborg Syd · Århus Nord · Århus Syd · Århus Vest · Avedøre · Ballerup · Brøndby · Fredericia · Gladsaxe · Herning · Herning Syd · Ishøj · Kliplev · Køge Vest · Kolding · Kolding Vest · Kongens Lyngby · Nørresundby Centrum · Odense · Rødovre · Skærup · Taastrup · Vallensbæk · Vendsyssel